# Liste der Baudenkmale in Pessin
In der Liste der Baudenkmale in Pessin sind alle denkmalgeschützten Bauten der brandenburgischen Gemeinde Pessin und ihrer Ortsteile aufgelistet. Grundlage ist die Veröffentlichung der Landesdenkmalliste mit dem Stand vom 31. Dezember 2021.

## Baudenkmale in den Ortsteilen
In den Spalten befinden sich folgende Informationen:
- ID-Nr.: Die Nummer wird vom Brandenburgischen Landesamt für Denkmalpflege vergeben. Ein Link hinter der Nummer führt zum Eintrag über das Denkmal in der Denkmaldatenbank. In dieser Spalte kann sich zusätzlich das Wort Wikidata befinden, der entsprechende Link führt zu Angaben zu diesem Denkmal bei Wikidata.
- Lage: die Adresse des Denkmales und die geographischen Koordinaten. Link zu einem Kartenansichtstool, um Koordinaten zu setzen. In der Kartenansicht sind Denkmale ohne Koordinaten mit einem roten beziehungsweise orangen Marker dargestellt und können in der Karte gesetzt werden. Denkmale ohne Bild sind mit einem blauen bzw. roten Marker gekennzeichnet, Denkmale mit Bild mit einem grünen beziehungsweise orangen Marker.
- Bezeichnung: Bezeichnung in den offiziellen Listen des Brandenburgischen Landesamtes für Denkmalpflege. Ein Link hinter der Bezeichnung führt zum Wikipedia-Artikel über das Denkmal.
- Beschreibung: die Beschreibung des Denkmales
- Bild: ein Bild des Denkmales und gegebenenfalls einen Link zu weiteren Fotos des Baudenkmals im Medienarchiv Wikimedia Commons

### Pessin
| ID-Nr.   | Lage                 | Bezeichnung | Beschreibung | Bild           |
| -------- | -------------------- | ----------- | --- | -------------- |
| 09150265 | (Lage)               | Dorfkirche  | Die evangelische Kirche stammt aus der zweiten Hälfte des 15. Jahrhunderts, im Jahre 1839 wurde die Kirche erweitert. Im Inneren befinden sich auf allen vier Seiten Emporen. Der Kanzelaltar wurde um 1700 in Brandenburg erstellt. Am Kanzelaltar befinden sich Weinlaubsäulen und Figuren von Petrus und Paulus. | weitere Bilder |
| 09150266 | Dorfstraße 17 (Lage) | Gutshaus    | Das ehemalige Gutshaus wurde wahrscheinlich im 17. Jahrhundert errichtet. Es wurde als Fachwerkhaus im Stil der Renaissance erbaut. Ende des 19. Jahrhunderts wurde das Gutshaus verlängert. Der Seitenflügel wurde von 1905 bis 1910 im Stil des Heimatschutzes erweitert.                                         | Gutshaus       |